# Lidija Dmitrijewna Sinowjewa-Annibal

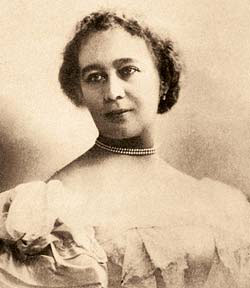
Lidija Dmitrijewna Sinowjewa-Annibal (etwa 1895)

Lidija Dmitrijewna Sinowjewa-Annibal (russisch Лидия Дмитриевна Зиновьева-Аннибал; * 17. Februarjul. / 1. März 1866greg. in St. Petersburg; † 17. Oktoberjul. / 30. Oktober 1907greg. auf dem Landgut Sagorje, Gouvernement Mogiljow) war eine russische Schriftstellerin des Silbernen Zeitalters.

## Leben
Sinowjewa war die Enkelin des Senators Wassili Nikolajewitsch Sinowjew, Nichte des Generals Wassili Wassiljewitsch Sinowjew und Schwester des St. Petersburger Gouverneurs Alexander Sinowjew. Ihre Mutter war eine Baronesse Weymarn und eine Nachkommin Abraham Hannibals und damit verwandt mit Alexander Puschkin.
Nach häuslicher Erziehung mit Hauslehrern besuchte Sinowjewna das St. Petersburger Mädchengymnasium, aus dem sie bald wegen Aufmüpfigkeit ausgewiesen wurde. Um den familiären Zwängen zu entkommen, heiratete sie gegen den Willen der Eltern 1884 fiktiv den Hauslehrer ihrer Brüder Konstantin Semjonowitsch Schwarsalon, unter dessen Einfluss sie sich für den Sozialismus interessierte und sich den Narodniki näherte. In ihrem St. Petersburger Haus wurde illegale Literatur aufbewahrt, und es fanden konspirative Treffen statt. Sie ging ins Ausland und studierte Gesang bei Pauline Viardot-García. Am Tag ihres Debüts an der Mailänder Scala erlitt sie allerdings eine Stimmbandlähmung. Sie bekam die Kinder Sergei Konstantinowitsch (1887–1940), Wera Konstantinowna und Konstantin Konstantinowitsch (1892?–1918?).
Sinowjewas erste Veröffentlichung war die 1888 geschriebene und 1889 im Sewerny Westnik erschienene Erzählung über eine Bäuerin, die durch die Not gezwungen ihr eigenes Kind abgab und als Amme in ein herrschaftliches Haus ging.
Nach der Trennung von ihrem Mann reiste Sinowjewa mit ihren Kindern durch Europa. In Rom lernte sie im Juli 1893 den Dichter Wjatscheslaw Iwanow kennen. Er war verheiratet, und ab 1895 lebten sie zusammen. Ihre Tochter Lidija Wjatscheslawowna (1896–1985) wurde im April 1896 in Paris geboren. Während Iwanows bisherige Ehe im Mai 1896 im gegenseitigen Einverständnis geschieden wurde, konnte Sinowjewa den Scheidungsprozess mit dem nicht scheidungsbereiten Schwarsalom erst 1899 abschließen, um nun in Livorno in  einer griechisch-orthodoxen Kirche Iwanow zu heiraten, obwohl Iwanow nach kirchlichem und zivilem Recht nicht wieder heiraten durfte.
In St. Petersburg organisierte Sinowjewa in den 1900er Jahren mit Iwanow den bekannten Literatursalon Auf dem Turm. Sie arbeitete an dem Roman Plamenniki (Fackeln), dessen erster Teil 1903 in Alexei Suworins Druckerei für den Druck vorbereitet wurde. Aus verschiedenen Gründen kam es nicht zur Veröffentlichung. Ihr erstes Drama Kolza (Ringe) stellte sie 1904 fertig. Sie schrieb weiter Theaterstücke und Gedichte, aber ihr Arbeitsschwerpunkt wurde die Prosa. Ihr Buch mit Kurzgeschichten Tragitscheski swerinez (Tragische Menagerie) wurde von Marina Zwetajewa sehr geschätzt und beeinflusste das Schaffen Welimir Chlebnikows und Jelena Guros. Die Dramatikerin Anastassija Tschebotarewskaja hob die sozialistischen Sympathien der Autorin hervor.
In ihren Rezensionen und Aufsätzen zu Werken von André Gide, Henry James, Fjodor Sologub und Alexei Remisow kritisierte sie den einseitigen Psychologismus. Ihr schwebte ein kecker Realismus vor, der den Leser vollständig gefangen nimmt.
Die erste lesbische Novelle der russischen Literatur Tridzat tri uroda (33 Monstren) von Sinowjewa 1906, in der auch die leidenschaftliche Beziehung Iwanows und Sinowjewas zu Margarita Sabaschnikowa thematisiert wurde, erregte nach der Veröffentlichung einen solchen Skandal, dass die gesamte Auflage beschlagnahmt und erst im März 1907 freigegeben wurde. Die 1918 postum herausgegebene Kurzgeschichtensammlung Net! (Nein!) enthält einen mystisch gefärbten Protest gegen die gesellschaftlichen Verhältnisse, gegen die „Regierung der Feldgerichte“.
Sinowjewa starb bei Freunden auf dem Landgut Sagorje am 30. Oktober 1907 an Scharlach und wurde in St. Petersburg auf dem Nikolaus-Friedhof des Alexander-Newski-Klosters begraben. Das Grab ist nicht erhalten.